# Distrito de Mariscal Cáceres (Huancavelica)
El Distrito peruano de Mariscal Cáceres es uno de los diecinueve distritos de la Provincia de Huancavelica, ubicada en el Departamento de Huancavelica, bajo la administración del Gobierno Regional de Huancavelica, en la zona de los andes centrales del Perú.  Limita por el norte con el Distrito de Ahuaycha Provincia de Tayacaja; por el oeste con el Distrito de Huando; por el sur con los distritos de Acoria y Huando; y, por el este con el Distrito de Acoria.
Desde el punto de vista jerárquico de la Iglesia católica, forma parte de la Diócesis de Huancavelica.

## Historia
Mariscal Cáceres es un distrito de la ciudad de Huancavelica que fue fundada el 4 de agosto de 1570 por el virrey Francisco de Toledo, recibió el nombre de Villarrica de Oropesa.
El distrito fue creado mediante Ley N.º 8067 del 27 de marzo de 1935, durante el gobierno del Presidente Óscar R. Benavides.

## Geografía
Abarca una superficie de 5,63 km². Es el distrito más pequeño del Perú en un ámbito rural.

## Capital
Mariscal Cáceres es una localidad peruana, en la Provincia de Huancavelica, situada a 2 847 m de altitud, en la falda norte del cerro Huamanrazo (5 278 m) a 88 km del distrito de Huancavelica. Los ríos Pachachaca y Ichu recorren el término municipal antes de unirse al Mantaro. Coordenadas Longitud oeste: 74° 55' 43(O) Latitud sur: 12° 31' 57(S). Ubigeo: 090111.
Posee tres Centros Educativos de Primaria y uno de Secundaria, Colegio Estatal Mixto; Daniel Alcides Carrión; además de una Posta Médica.

### Anexos
- Accopata
- Carpas

## Economía
El comercio es la actividad que permite a los pobladores cubrir los gastos de la familia. La ganadería se realiza de manera tradicional, las especies de cría más importantes son los ovinos, vacunos, cuyes, aves y conejos; asimismo se practica la crianza mixta de animales mayores y menores.

## Autoridades

### Municipales
- 2019 - 2022[3]
  - Alcalde: Jesús Sánchez Ramos, del Movimiento Independiente Trabajando para Todos.
  - Regidores:

  1. Josimar José Sobrevilla Aguirre (Movimiento Independiente Trabajando para Todos)
  2. Santa Quispe García (Movimiento Independiente Trabajando para Todos)
  3. Felipe Berrocal Fernández (Movimiento Independiente Trabajando para Todos)
  4. Bruño David Villalba Albino (Movimiento Independiente Trabajando para Todos)
  5. Félix Romaní Tito (Movimiento Regional Ayni)

Alcaldes anteriores
- 2014 - 2018:[4] Alejandro Huamani Romero, Movimiento independiente AYLLU (TPT).
- 2007 - 2010: Eugenio Cárdenas Flores, Movimiento Descentralista Popular Rikcharisun Llaqta Yuyaychanakunapaq.

### Policiales
- Comisario:  PNP.

## Festividades
- 25 de mayo : Tayta soltero
- Julio: Santiago Apóstol
- Agosto: Fiesta del Toro Watay
- 30 de agosto: Santa Rosa de Lima
- 1 de noviembre: Todos los Santos

## Atractivos turísticos
- Ruinas de Llacctaccolloy
- Cataratas de Uallwas
- Ruinas del Inti Karpas